# Konrad Plank
Konrad Plank (3 de mayo de 1940 - 18 de diciembre de 1987), también conocido como Conny Plank (a veces llamado Conrad Plank o Planck), fue un reconocido productor de la música alemana, que trabajó con algunas de las bandas más importantes del movimiento krautrock, además de producir a artistas de post-punk y new wave de otros países.
Plank, que comenzó su carrera como ingeniero de sonido para  Marlene Dietrich, empezó a ganar notoriedad cuando produjo al grupo de rock experimental Kraftwerk a principios de los años 1970. Cuando dos integrantes de ese grupo, Klaus Dinger y Michael Rother dejaron ese grupo para formar Neu!, grabaron sus tres primeros álbumes con Plank (en el estudio del mismo en Colonia), quien sería considerado un "miembro no oficial" del grupo.
También trabajó con otros artistas alemanes como Guru Guru, Scorpions, Grobschnitt, Kraan, Ash Ra Tempel, Holger Czukay (de Can) y Harmonia; y con artistas extranjeros como Clannad, Eurythmics, Killing Joke, Devo, Ultravox y Gianna Nannini. Además, editó cinco álbumes junto a Dieter Moebius (integrante de Cluster), bajo el nombre de Moebius & Plank.
Plank falleció de cancer en el año 1987. Ha sido llamado "el Phil Spector del Krautrock", y es considerado como uno de los productores más influyentes e importantes de Alemania, además de haber sido influyente en el desarrollo de géneros de música electrónica como el tecno, que se desarrollaron luego de su muerte.

## Carrera

### Krautrock y Kraftwerk (1970-1979)
A principios de la década de 1970, Plank comenzó a trabajar con el grupo Organisation, en su único álbum Tone Float. Más tarde esta agrupación se convertiría en Kraftwerk, con quienes Plank trabajó en cuatro álbumes, incluyendo su reconocido álbum Autobahn, de 1974. Cuando dos integrantes de Kraftwerk (Michael Rother y Klaus Dinger) dejaron el grupo en 1971, formaron Neu!, y grabaron junto a Plank su álbum debut (Neu!) a fines de 1971, el cual fue lanzado al año siguiente. Neu! y Plank trabajaron juntos en los siguientes dos álbumes de Neu! (Neu! 2 y Neu! '75, lanzados en 1973 y 1975 respectivamente). Muchos críticos consideran que Plank tuvo un rol clave en Neu!, al actuar como mediador entre la personalidad agresiva y extrovertida de Dinger y la personalidad más tranquila de Rother (diferencia que se notaba en sus visiones musicales dispares). Plank también trabajo con el dúo Cluster.